# Arenanet
ArenaNet är ett spelföretag som grundades av många före detta anställda på Blizzard Entertainment. Deras spel än så länge är online-rollspelet Guild Wars och dess efterföljare som släpptes 2005.

## Speltitlar

### Guild Wars: Prophecies
Spelet kallas av skaparna för COORP (Competitive Online Role Playing Game) för att skilja sig från andra MMORPG eftersom den är lite olik andra MMORPGs. Till exempel har Guild Wars ingen månadskostnad.

### Guild Wars: Factions
Guild Wars: Factions, MMORPG som släpptes till PC den 28 april 2006 i USA, blev försenat till den 3 maj i Europa. Fristående uppföljare till Guild Wars: Prophecies.
Ett Guild Wars: Prophecies är inte nödvändigt för att kunna spela. Dock krävs det för att kunna nå alla saker som finns i det första spelet.

### Guild Wars: Nightfall
Guild Wars: Nightfall, MMORPG som släpptes till PC den 27 oktober 2006. Fristående uppföljare till Guild Wars: Prophecies och Guild Wars: Factions.
Ett Guild Wars: Prophecies eller Guild Wars: Factions är inte nödvändigt för att kunna spela. Dock krävs de för att kunna nå alla saker som finns i de förra spelen. De sex ursprungliga professions finns med även i detta spel, men Assassin och Ritualist, unika för Guild Wars: Factions, kan bara skapas i Factions.

### Guild Wars: Eye of the North
Guild Wars: Eye of the North är ett tillägg till datorspelet Guild Wars. Eye of the North är inte fristående, dvs. du behöver ett av de tidigare utgivna spelen för att kunna spela Eye of the North.
Handlingen utspelar sig i det fiktiva landet Tyria. Det tillför spelet olika rustningar och färdigheter som spelkaraktärerna kan använda.

### Guild Wars 2
Guild Wars 2 släpptes den 28 augusti 2012. Spelet erbjuder fem raser (Human, Asura, Charr, Norn och Sylvari) samt nio karaktärsyrken (Warrior, Guardian, Mesmer, Elementalist, Ranger, Thief, Necromancer, Engineer samt Revenant som tillkom med Heart of Thornes expansionen). Det är inte möjligt att använda sina tidigare karaktärer från föregångaren Guild Wars, däremot kan man dra nytta av sina tidigare aktiviteter från det äldre spelet.